# Chatfield Island
Chatfield Island är en ö i Kanada.   Den ligger i Central Coast Regional District och provinsen British Columbia, i den sydvästra delen av landet, 3 800 km väster om huvudstaden Ottawa. Arean är 48 kvadratkilometer.
Terrängen på Chatfield Island är lite kuperad. Öns högsta punkt är 672 meter över havet. Den sträcker sig 9,4 kilometer i nord-sydlig riktning, och 12,5 kilometer i öst-västlig riktning.
I omgivningarna runt Chatfield Island växer i huvudsak barrskog. Trakten runt Chatfield Island är nära nog obefolkad, med mindre än två invånare per kvadratkilometer.